# Stawy Doliny Mięguszowieckiej

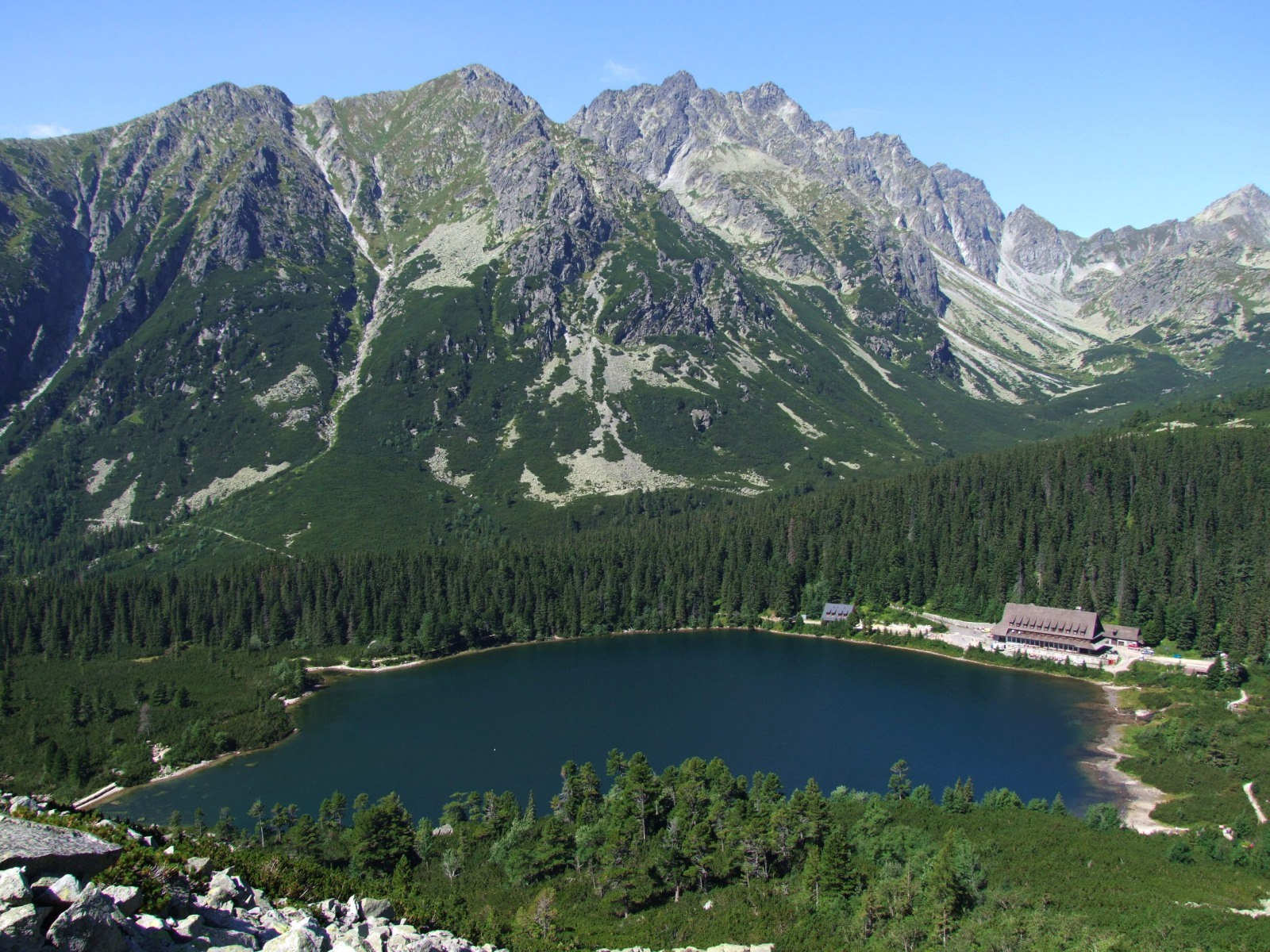
Popradzki Staw na tle Grani Baszt

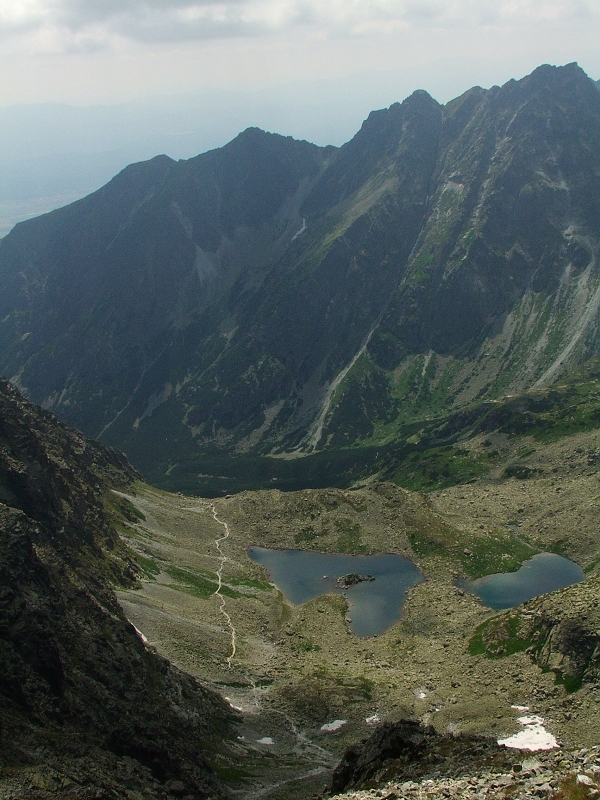
Żabie Stawy Mięguszowieckie

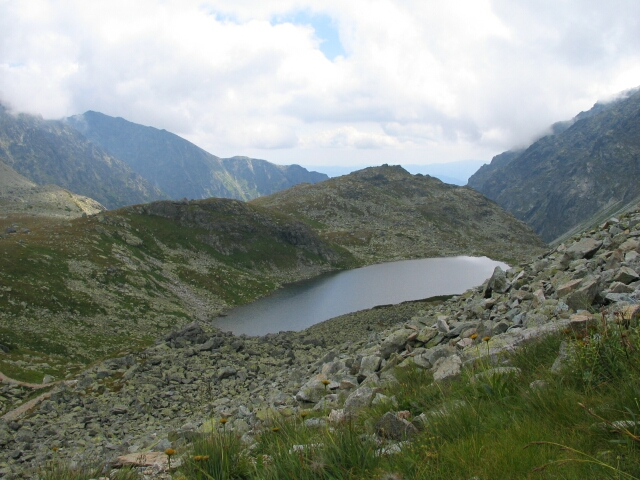
Mały Hińczowy Staw

Stawy Doliny Mięguszowieckiej – stawy znajdujące się w Dolinie Mięguszowieckiej w słowackich Tatrach Wysokich. Największy i najgłębszy z nich jest Wielki Hińczowy Staw (jest to równocześnie najgłębszy staw całych Tatr Słowackich). Stawy te to:
- Popradzki Staw (Popradské pleso) nazywany dawniej także Małym Rybim Stawem. Położony jest on na wysokości 1494 m n.p.m., ma 6,26 ha powierzchni i 16,6 m głębokości,
- w Dolince Szataniej:
  - Szatanie Stawki (Satanie plieska),
  - Mały Staw Hińczowy (Malé Hincovo pleso, 1923 m, 2,2 ha i 6,1 m głębokości),
- w Dolinie Hińczowej:
  - Wielki Hińczowy Staw (Veľké Hincovo pleso, 1919 m, ok. 20,1 ha i 53,2 m głębokości), największy i najgłębszy staw w słowackiej części Tatr,
  - Hińczowe Oka (Hincove oká),
- w Dolinie Żabiej Mięguszowieckiej znajdują się Żabie Stawy Mięguszowieckie:
  - Wielki Żabi Staw Mięguszowiecki (Veľké Žabie pleso Mengusovské, 1919 m, 2,26 ha i 6,9 m głębokości),
  - Mały Żabi Staw Mięguszowiecki (Malé Žabie pleso Mengusovské, 1919 m, 1,12 ha i 12,8 m głębokości),
  - Wyżni Żabi Staw Mięguszowiecki (Vyšné Žabie pleso Mengusovské, 2053 m, 0,17 ha),
- w Dolinie Złomisk:
  - Rumanowe Stawy (Rumanove plesa): Rumanowy Staw (Rumanovo pleso) oraz Wyżni Rumanowy Stawek i Rumanowe Oko (Vyšné Rumanovo pliesko, Nižné Rumanovo pliesko),
  - Zmarzły Staw Mięguszowiecki (Ľadové pleso, Ľadové pleso v Zlomiskách, Ľadové pleso pod Železnými bránami lub Ľadové pleso pod Vysokou) nazywany także Zmarzłym Stawem pod Żelaznymi Wrotami (1925 m, 2,2 ha i 10,0 m głębokości),
  - Smoczy Staw (Dračie pleso inne nazwy: Veľké Dračie pleso albo Šarkanie pleso), zwany także Wielkim Smoczym Stawem, Siarkańskim Stawem albo Siarnickim Stawem (1998 m, 1,7 ha i 16,0 m głębokości),
  - Mały Smoczy Staw (Malé Dračie pleso),
  - Smocze Oka (Dračie oka).